# プトゥマヨ川

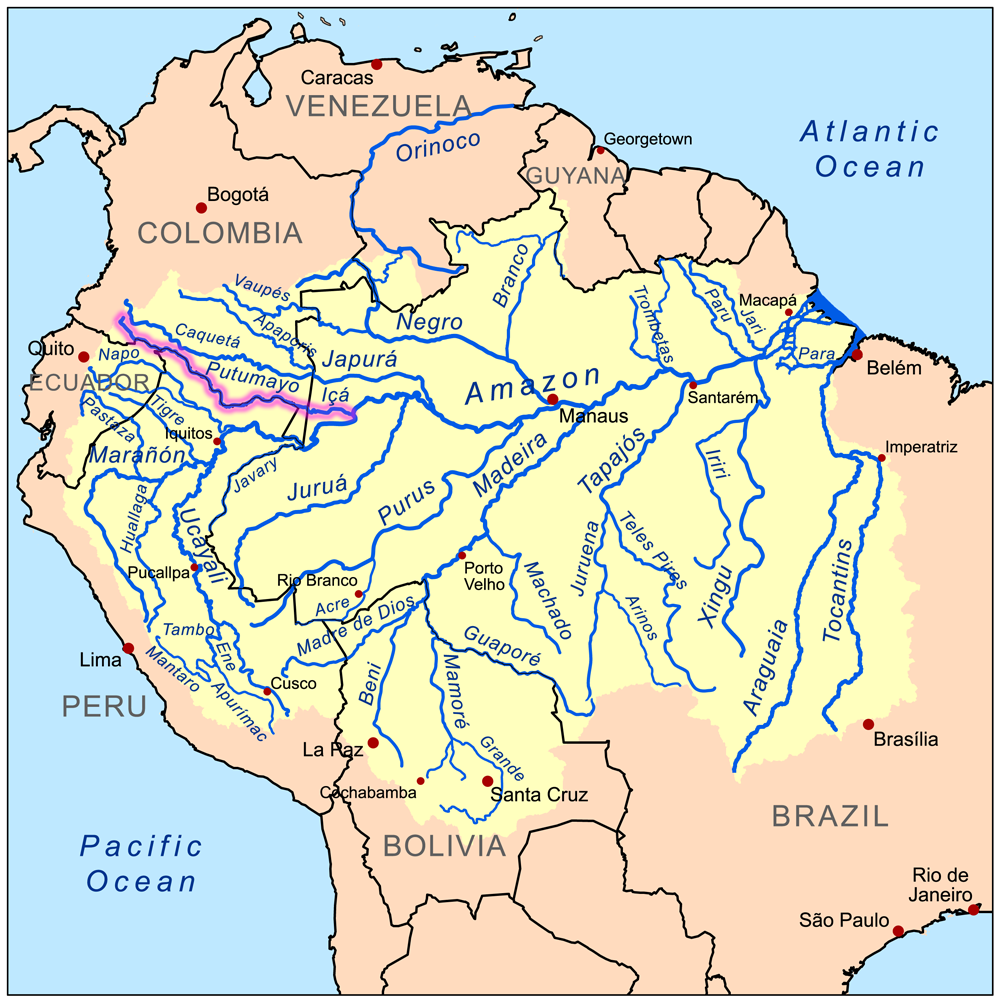
プトゥマヨ川（桃）の流路図

イサ川（イサがわ、ポルトガル語: Içá）またはプトゥマヨ川（プトゥマヨがわ、スペイン語: Putumayo）は、アマゾン川の支流のひとつ。ジャプラー川（カケタ川）の南を平行に流れ、コロンビアとエクアドル、またコロンビアとペルーの国境をなす。この三国ではプトゥマヨ川として知られ、ブラジルに入るとイサ川（ポルトガル語: Rio Içá）と呼ばれる。
19世紀後期、フランス人探検家のジュール・クレヴォー（1847年 - 1882年）がこの川を航行した。蒸気船で昼夜さかのぼり続け、河口から1300km上流のクエンビまで、ひとつの難所もなく到達することができた。クエンビから太平洋までは直線距離で320kmしかなく、コロンビア南部のパストの町を経て達することができる。クレヴォーはアンデス山脈のふもとまで、川には岩石が堆積しておらず、河岸は粘土、川底は砂でできていることを発見した。
現在、川は主要な交通路となっている。ほとんどの区間はボートで航行できる。
河岸では畜産や、それにともなう皮革業などが営まれている。生産された皮革やバラタ（ガタパーチャとひじょうによく似ているため、しばしばグッタバラタと呼ばれる）は、マナウスまで船で運ばれる。
2008年3月1日、国境のエクアドル側にいたラウル・レジェスほか14名のコロンビア革命軍 (FARC) のゲリラ兵が、コロンビア軍に殺害された。